# TDECU Stadium
O TDECU Stadium é um estádio localizado em Houston, Texas, Estados Unidos, possui capacidade total para 40.000 pessoas, é a casa do time de futebol americano universitário Houston Cougars football da Universidade de Houston. O estádio foi inaugurado em 2014 em substituição ao Robertson Stadium demolido em 2012.